# Arteria intercostalis posterior
Die Arteriae intercostales posteriores (Singular Arteria intercostalis posterior, „hintere Zwischenrippenarterie“) sind beidseitig segmentale Schlagadern der Brustwand. In der Tieranatomie werden sie als Arteriae intercostales dorsales bezeichnet. Die ersten hinteren Zwischenrippenarterien entspringen der Arteria intercostalis suprema, die übrigen der Aorta.
Die hinteren Zwischenrippenarterien ziehen in Richtung der Rippenhälse, wobei die der rechten Seite aufgrund der etwas weiter linken Lage der Aorta den jeweiligen Wirbelkörper überziehen. Anschließend ziehen sie am Unterrand (bei Tieren entsprechend am Hinterrand) der jeweiligen Rippe entlang. Sie versorgen dabei die Muskulatur und die Haut des entsprechenden Interkostalraums. In Richtung auf das Brustbein anastomosieren sie mit den vorderen Zwischenrippenarterien. Zudem gehen aus den hinteren Zwischenrippenarterien die Arteriae spinales posteriores und anteriores in den Wirbelkanal ab.